# Asgarabad
Asgarabad – wieś w Iranie, w ostanie Azerbejdżan Zachodni, w szahrestanie Mijandoab. W 2006 roku liczyła 147 mieszkańców.